# 아사카와 노리타카
아사카와 노리타카(浅川伯教, 1884년 8월 4일 ~ 1964년 1월 14일)는 일본의 조각가이다. 한반도 도자기 연구가이다. 아사카와 다쿠미는 동생이다.

## 생애
일본 야마나시현 기타고마 군(현 호쿠토시) 출신. 1906년 야마나시 사범학교 졸업. 1924년 조선민족미술관을 경복궁 안에 설립. 소장품은 이후 국립중앙박물관으로 계승됨.

## 같이 보기
- 야나기 무네요시
- 지순탁
- 아사카와 다쿠미